# NPSL Members Cup
A NPSL Founders Cup é uma competição de futebol profissional americana que acontecerá de agosto a novembro de 2019.  A intenção de que a partir de 2020, a liga dure a temporada inteira. O California United Strikers FC estava originalmente programado para competir no torneio, mas retirou-se e foi substituído pelo Napa Valley 1839 FC .

## Formato da competição
Os clubes vão jogar em casa e fora de casa em suas regiões.  As duas equipes mais bem classificadas de cada região se enfrentarão nas semifinais dos playoffs e o vencedor de cada partida avançará para as finais.
| Equipe              | Cidade                   | Estádio                                | Fundado      | Treinador principal    |
| Região Leste        | Região Leste             | Região Leste                           | Região Leste | Região Leste           |
| ------------------- | ------------------------ | -------------------------------------- | ------------ | ---------------------- |
| Chattanooga FC      | Chattanooga, Tennessee   | Finley Stadium                         | 2009         | Bill Elliott           |
| Detroit City FC     | Hamtramck, Michigan      | Keyworth Stadium                       | 2012         | Trevor James           |
| Miami FC            | Miami, Flórida           | Estádio Riccardo Silva                 | 2015         | Paul Dalglish          |
| Miami United FC     | Hialeah, Flórida         | Estádio Ted Hendricks no Milander Park | 2012         | Gerardo Reinoso        |
| Milwaukee Torrent   | Wauwatosa, Wisconsin     | Hart Park                              | 2015         | Carlos “Cacho” Córdoba |
| New York Cosmos     | Uniondale, Nova Iorque   | Complexo Atlético Mitchel              | 2010         | Carlos Mendes          |
| Região Oeste        |                          |                                        |              |                        |
| FC Arizona          | Mesa, Arizona            | John D. Riggs Stadium                  | 2016         | Maxi Viera             |
| ASC San Diego       | San Diego, Califórnia    | Escola Secundária Mission Bay          | 2015         | Ziggy Korytoski        |
| Cal FC              | Agoura Hills, Califórnia | Escola Secundária Agoura               | 2006         | Keith Costigan         |
| Napa Valley 1839 FC | Napa, Califórnia         | Estádio Dodd                           | 2016         | Rogelio Ochoa          |
| Oakland Roots SC    | Oakland, Califórnia      | TBD                                    | 2018         | TBD                    |

## Classificação

### Região Leste
| Pos | Equipe            | Pts | J | V | E | D | GP | GC | SG | Qualificação    |
| --- | ----------------- | --- | - | - | - | - | -- | -- | -- | --------------- |
| 1   | Chattanooga FC    | 0   | 0 | 0 | 0 | 0 | 0  | 0  | 0  | Jogos decisivos |
| 2   | Detroit City FC   | 0   | 0 | 0 | 0 | 0 | 0  | 0  | 0  | Jogos decisivos |
| 3   | Miami FC          | 0   | 0 | 0 | 0 | 0 | 0  | 0  | 0  |                 |
| 4   | Miami United FC   | 0   | 0 | 0 | 0 | 0 | 0  | 0  | 0  |                 |
| 5   | Milwaukee Torrent | 0   | 0 | 0 | 0 | 0 | 0  | 0  | 0  |                 |
| 6   | New York Cosmos   | 0   | 0 | 0 | 0 | 0 | 0  | 0  | 0  |                 |

### Região Oeste
| Pos | Equipe              | Pld | W | D | eu | GF | GA | GD | Pts | Qualificação    |
| --- | ------------------- | --- | - | - | -- | -- | -- | -- | --- | --------------- |
| 1   | ASC San Diego       | 0   | 0 | 0 | 0  | 0  | 0  | 0  | 0   | Jogos decisivos |
| 2   | Cal FC              | 0   | 0 | 0 | 0  | 0  | 0  | 0  | 0   | Jogos decisivos |
| 3   | FC Arizona          | 0   | 0 | 0 | 0  | 0  | 0  | 0  | 0   |                 |
| 4   | Napa Valley 1839 FC | 0   | 0 | 0 | 0  | 0  | 0  | 0  | 0   |                 |
| 5   | Oakland Roots SC    | 0   | 0 | 0 | 0  | 0  | 0  | 0  | 0   |                 |